# Semporna
Semporna es una localidad del estado malayo de Sabah, al este, en la División de Tawau, en la isla de Borneo.
Tiene una población estimada en 1991 de 91 000 habitantes, en su mayoría musulmanes.
Para 2006, la población había aumentado a 133 000 habitantes.

## El chabacano
Cerca de 12.000 personas hablan el chabacano de Zamboanga, un derivado de la lengua española, de las cuales, una gran proporción son inmigrantes filipinos. Esta cifra está creciendo debido a la explosión demográfica interna y a la inmigración filipina desde Mindanao.